# THE ULTIMATE BEST OF SOFT BALLET
『THE ULTIMATE BEST OF SOFT BALLET』は、SOFT BALLETのベストアルバム。

## 概要
1995年7月に解散したSOFT BALLETはベストアルバムをリリースした。森岡賢作品だけを収録したDisc YELLOWと藤井麻輝作品だけを収録したDisc BLUEとの2枚組。したがって遠藤遼一作品や2名以上による共作曲は収録されていない。
1989年から1991年の、アルファレコード時代の楽曲は全て新たに録音されたもの。
1992年から1995年の、XEOレーベル時代の楽曲は、Disc YELLOW収録曲ではオリジナル版が収録されているが、Disc BLUEでは「GENE SETS」を除きリミックスが施されている。

## 収録曲

### Disc YELLOW
- 全曲、作詞: 遠藤遼一、作曲: 森岡賢。

1. EARTH BORN
2. BODY TO BODY
3. EGO DANCE
4. WHITE SHAMAN
5. AMERICA
6. MARBLE
7. FAIRY TALE
8. PARADE
9. ENGAGING UNIVERSE
10. PASSING MOUNTAIN
11. AFTER IMAGES
12. YOU

- NEW RECORDING - 1-3, 5, 10, 11

### Disc BLUE
- 全曲、作曲: 藤井麻輝。括弧内は作詞者。

1. GENE SETS (藤井麻輝)
2. TEXTURE (藤井麻輝)
3. BACKLASH (遠藤遼一)
4. NO PLEASURE (遠藤遼一)
5. PILED HIGHER DEEPER (遠藤遼一)
6. VIETNAM (遠藤遼一)
7. NEEDLE (遠藤遼一)
8. U (藤井麻輝)
9. DEEP-SETS (遠藤遼一)
10. INFANTILE VICE (遠藤遼一)

- NEW RECORDING - 2-4, 7
- REMIX - 5, 6, 8-10

## ゲストミュージシャン
- 藤田タカシ - ギター（「EARTH BORN」、「EGO DANCE」、「AMERICA」、「PASSING MOUNTAIN」、「NO PLEASURE」、「PILED HIGHER DEEPER」、「NEEDLE」）
- 楠均 - ドラムス（「EARTH BORN」、「AMERICA」、「AFTER IMAGES」）
- 成田忍 - ギター（「AMERICA」、「AFTER IMAGES」、「BACKLASH」）